# Вила-Верде (район)
Вила-Верде (порт. Vila Verde) — населённый пункт и район в Португалии, входит в округ Брага. Является составной частью муниципалитета Вила-Верде. Находится в составе крупной городской агломерации Большое Минью. По старому административному делению входил в провинцию Минью. Входит в экономико-статистический субрегион Каваду, который входит в Северный регион. Население составляет 3813 человека на 2001 год. Занимает площадь 3,20 км².
Покровителем района считается С.-Паиу (порт. S. Paio).